# Archers crétois
Dans l'Antiquité les archers crétois sont des soldats particulièrement réputés originaires de l'île de Crète qui servent dans la plupart des armées helléniques et hellénistiques ainsi que dans d'autres armées du bassin méditerranéen, comme celle de Carthage.

## Historique

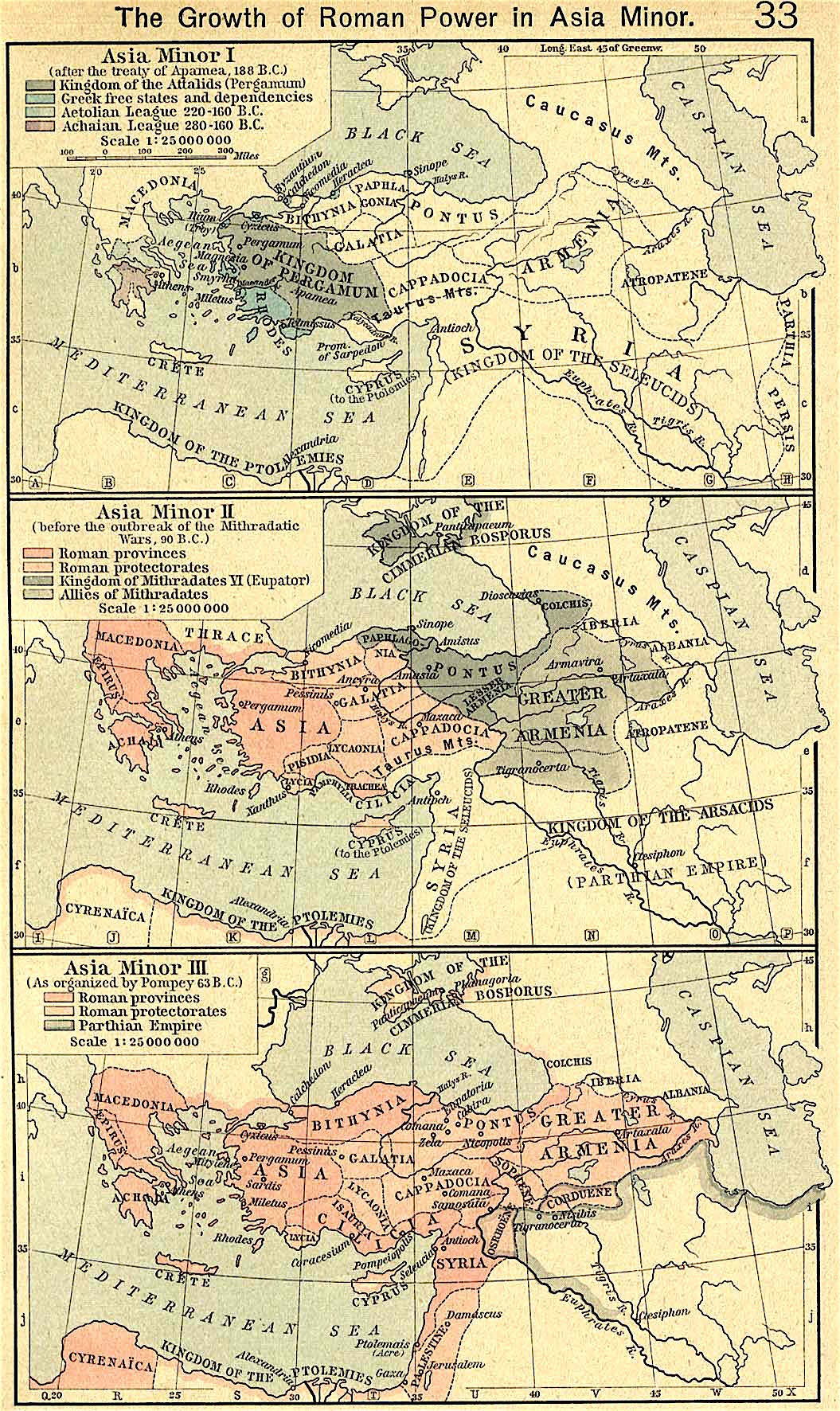
Situation géographique de l'île de Crète et son annexion par la République romaine

Ils sont réputés pour leurs arcs lourds et leurs pointes de flèche en bronze. En dehors de leur arc, ils sont munis d'une épée courte, d'une armure de linge trempé et d'un petit bouclier avec une face en bronze, ce qui indique qu'ils sont aussi capables de combattre au corps à corps ; un facteur supplémentaire qui explique leur popularité comme mercenaires.
Ils sont redoutables contre les unités de combat rapproché (légionnaires romains, hoplites), mais également contre les autres corps d'archers ou de tirailleurs. Ils sont embauchés comme mercenaires par diverses puissances : cités grecques, royaume de Macédoine, République romaine, Syracuse, Carthage, royaume séleucide, etc. L'île de Crète a été souvent ravagée par des guerres civiles, et les vaincus ont eu tendance à émigrer et à servir comme archers mercenaires. 
Un de leurs exploits les plus célèbres est celui de la bataille de Counaxa en 401 av. J.-C., cité par Xénophon. Les Diadoques ont tenté en vain de prendre le contrôle de l'île. Les guerres civiles constantes ont attiré les proscrits en Crète, si bien, qu'au cours de Ier siècle av. J.-C., les pirates de Cilicie se sont établis en Crète, et de nombreux Crétois se sont joints à eux pour les actions de piraterie. 
Ces nombreux actes de piraterie ont obligé Rome à intervenir (Jules César a été capturé par des pirates ciliciens vers 70 av. J.-C.). La première expédition romaine en 74 av. J.-C. subit une cuisante défaite, mais la seconde expédition en 68 av. J.-C. menée avec une grande brutalité a permis à Rome de prendre le contrôle de l'île. La Crète a été ensuite transformée en une province, qui, pour les siècles à venir a fourni à l'armée romaine des archers auxiliaires en grand nombre.
La renommée des archers crétois s'est poursuivie au Moyen Âge. Il est même question de la présence d'archers crétois défendant Byzance en 1453 apr. J.-C., lors de la prise de la ville par Mehmet II.